# Trichomanes repens
Trichomanes repens là một loài thực vật có mạch trong họ Hymenophyllaceae. Loài này được Schott ex Sturm miêu tả khoa học đầu tiên năm 1859.